# 圣乔治堂 (卑尔根)
圣乔治堂（挪威語：Sankt Jørgen kirke）是挪威卑尔根市中心的一座大型木结构教堂和博物馆，位于Kong Oscars gate街，靠近中央火车站。该堂属于卑尔根教区。
该堂原是圣乔治麻风病医院的小堂，于1411年见于记载。该堂最初仅仅服务于病人，后来成为同时服务于附近居民的堂区圣堂，并服务于附近的监狱、济贫所和寡妇收容所。现在作为麻风病医院博物馆对公众开放。该堂现状良好，但现在仅仅每月举行两次英语礼拜，偶尔举行瑞典语礼拜。

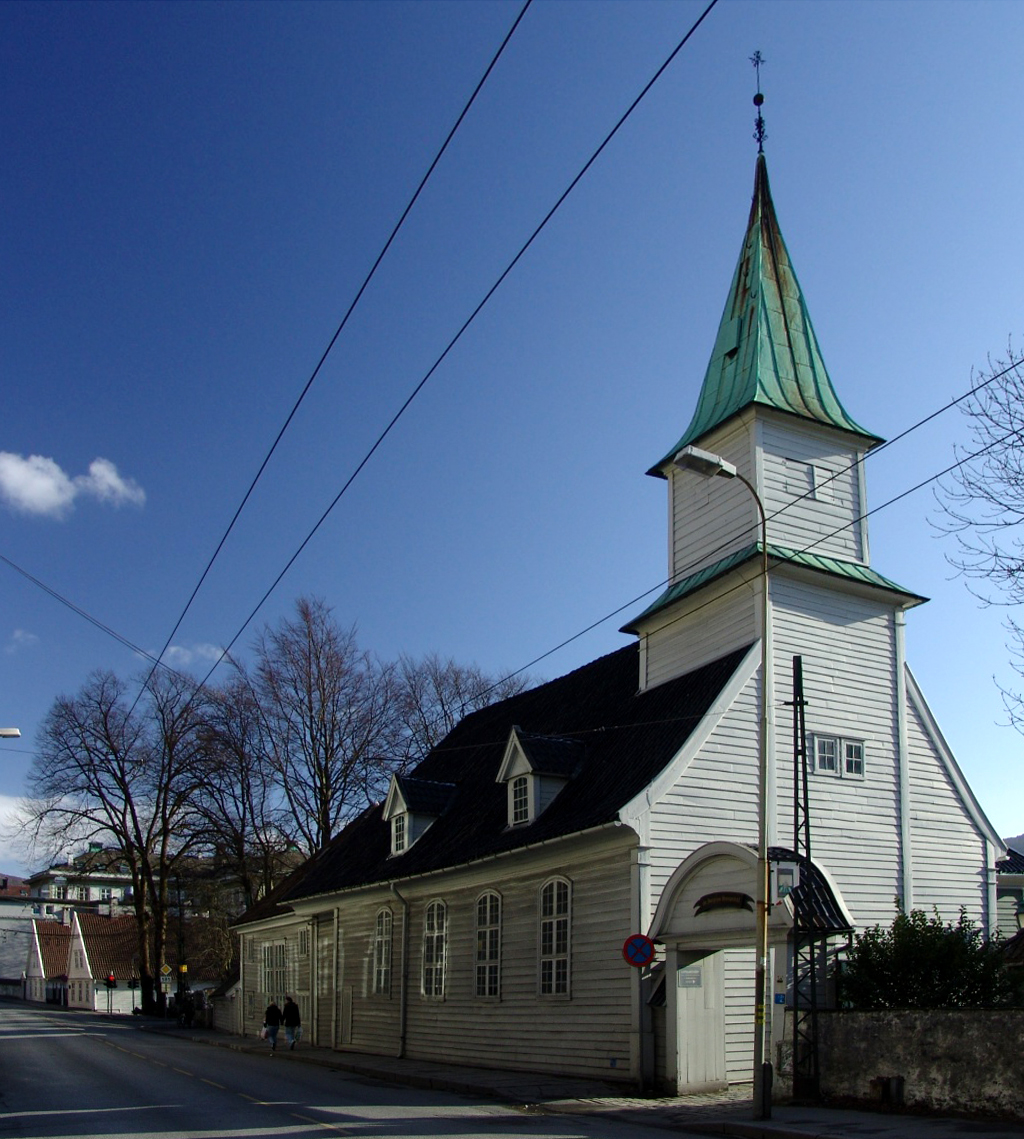
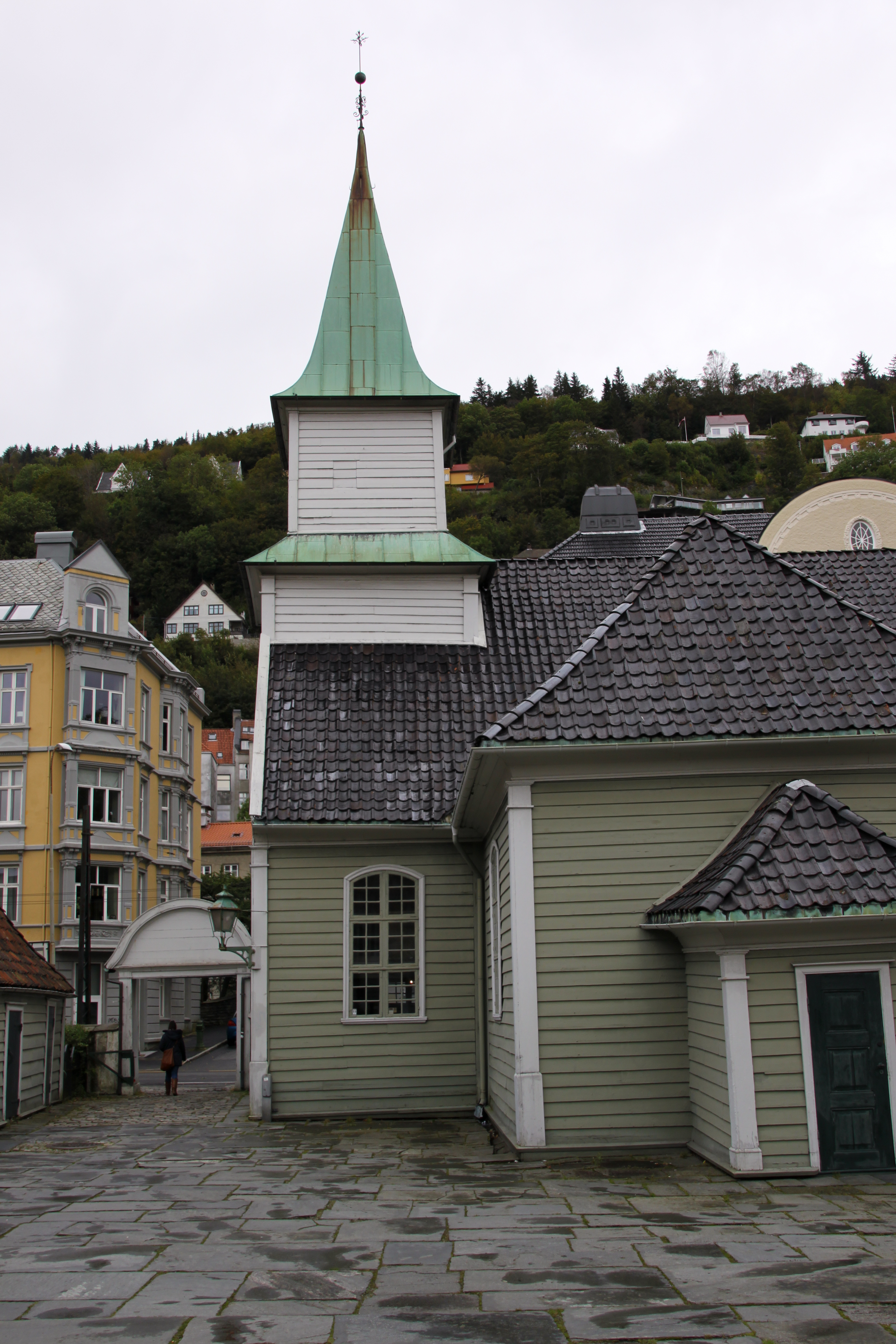
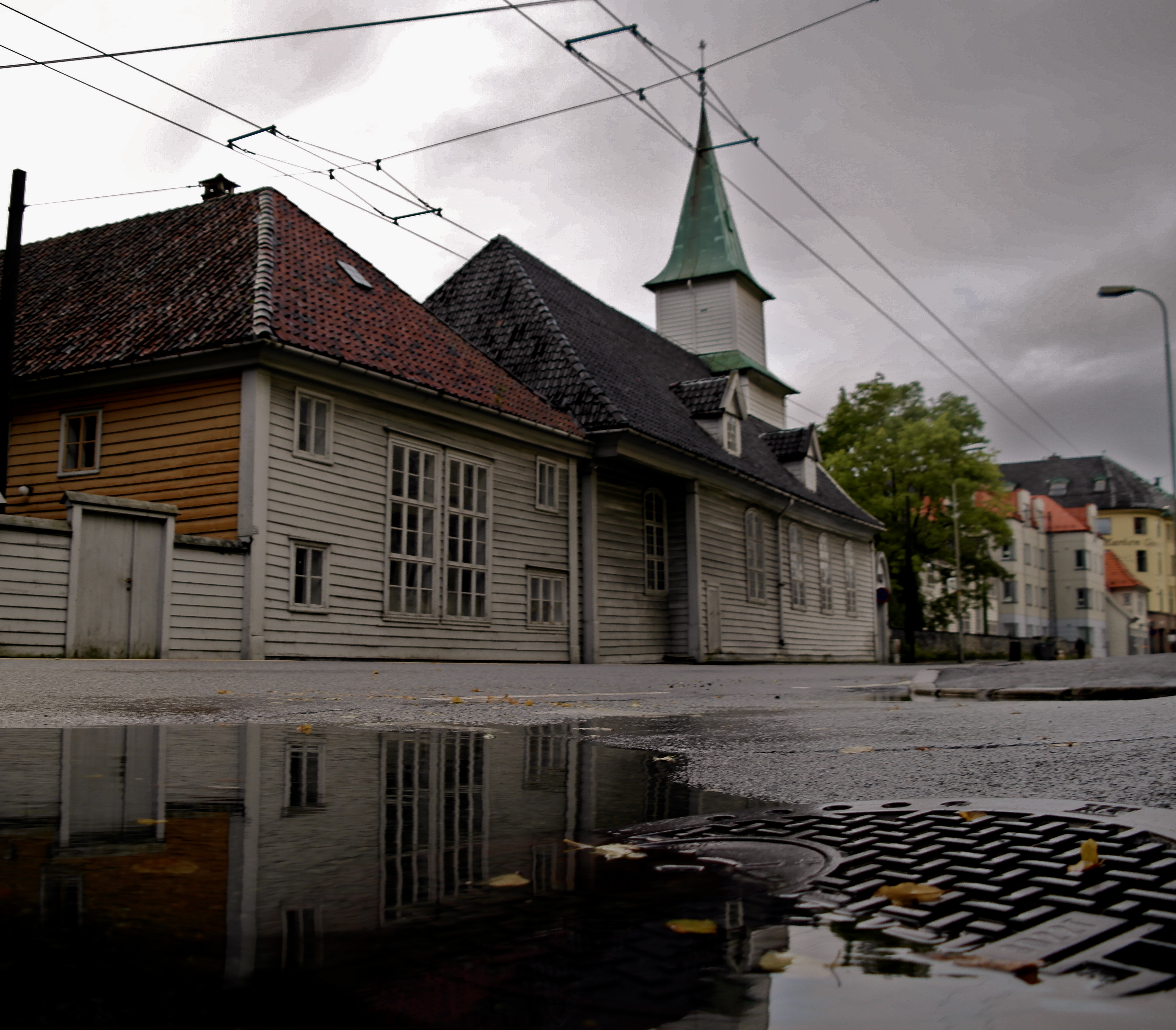
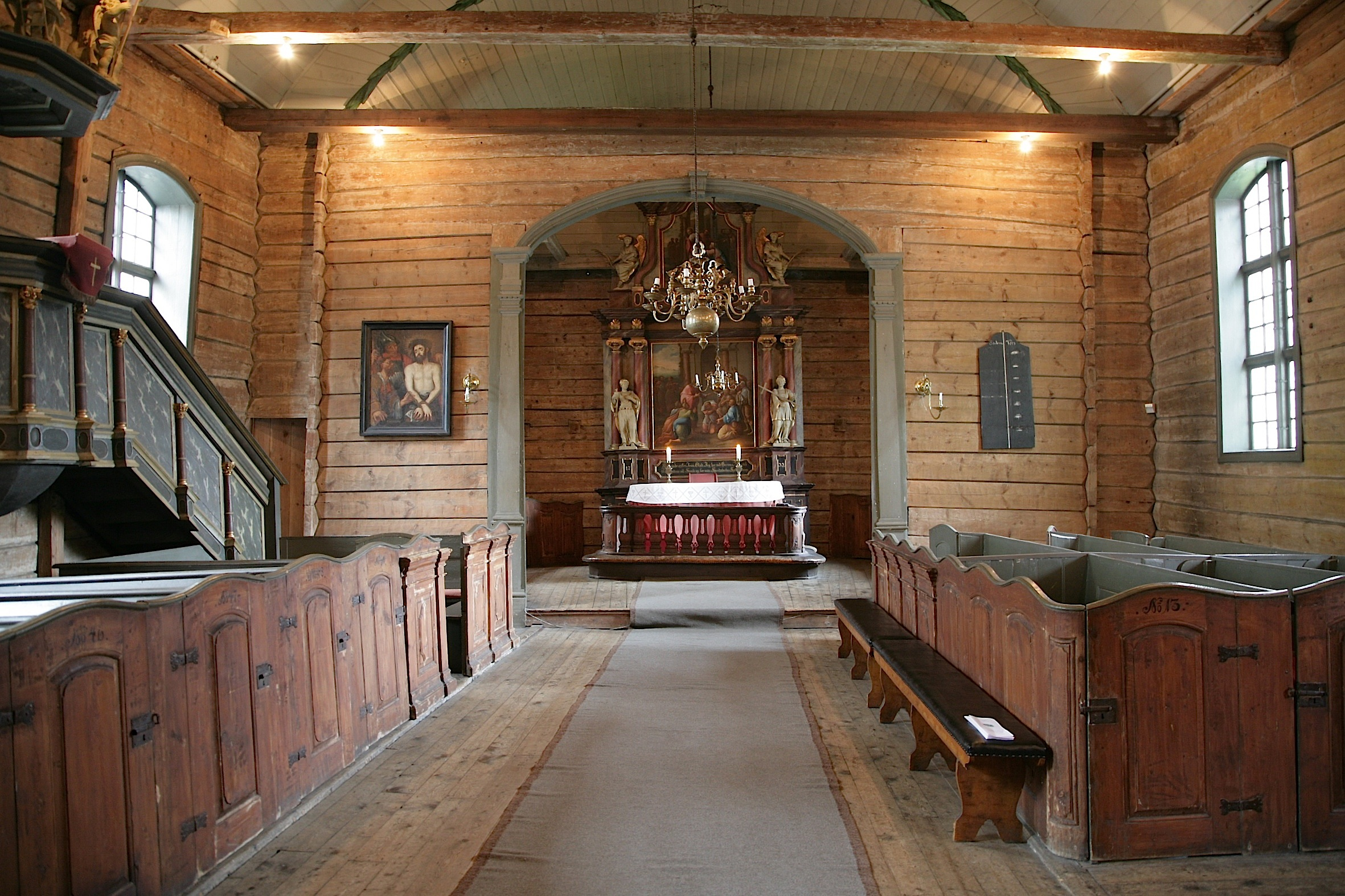
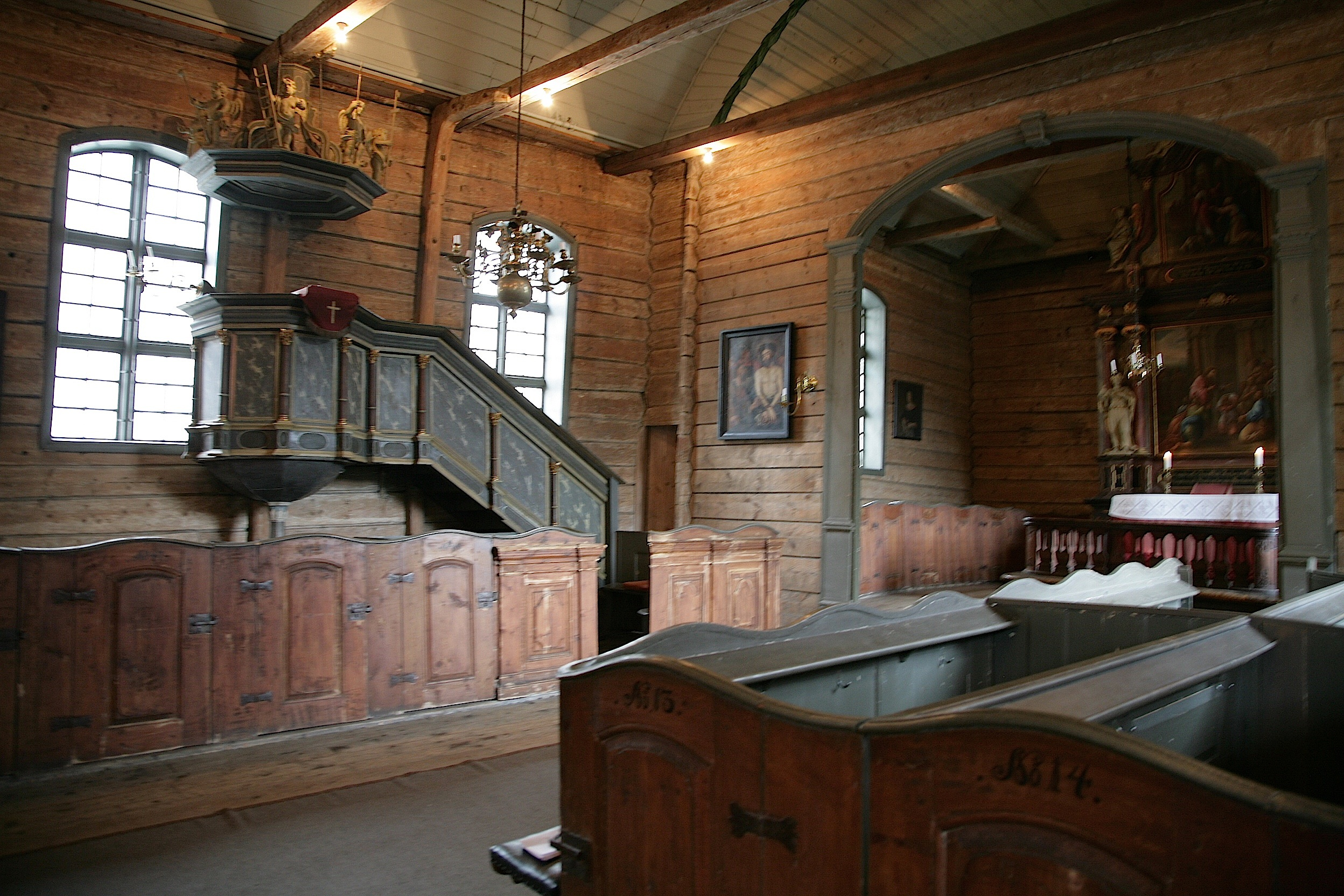